# OnePlus 8
OnePlus 8 та OnePlus 8 Pro — флагманські смартфони розроблені компанією OnePlus. Були представлені 14 квітня 2020 року.
Старт продажів в Україні відбувся 6 травня 2020 року.

## Дизайн
Задня панель та екран виконані зі скла Corning Gorilla Glass 5. Бокова частина смартфонів виконана алюмінію.
Знизу знаходяться роз'єм USB-C, динамік, мікрофон та слот під 2 SIM-картки. Зверху розташований другий мікрофон. З лівого боку розміщені кнопки регулювання гучності. З правого боку розміщені перемикач звукових режимів та кнопка блокування смартфону.
В Україні OnePlus 8 продавався в 4 кольорах: Onyx Black (чорний), Polar Silver (сріблястий), Glacial Green (зелений), та Interstellar Glow (рожевий).
В Україні OnePlus 8 Pro продавався в 3 кольорах: Onyx Black (чорний), Ultramarine Blue (синій) та Glacial Green (зелений).

## Технічні характеристики

### Платформа
Смартфони отримали процесор Qualcomm Snapdragon 865 та графічний процесор Adreno 650.

### Батарея
OnePlus 8 отримав батарею об'ємом 4300 мА·год та підтримку 30-ватної швидкої.
OnePlus 8 Pro отримав батарею об'ємом 4510 мА·год та підтримку 30-ватної швидкої, швидкої 30-ватної бездротової зарядки та зворотної бездротової зарядки потужністю 3 Вт.

### Камера
OnePlus 8 отримав основну потрійну камеру 48 Мп, f/1.8 (ширококутний) з фазовим автофокусом та оптичною стабілізацією + 16 Мп, f/2.2 (ультраширококутний) + 2 Мп, f/2.4 (макро). Фронтальна камера отримала роздільність 16 Мп та діафрагму f/2.0 (ширококутний).
OnePlus 8 Pro отримав основну квадрокамеру 48 Мп, f/1.8 (ширококутний) з фазовим та лазерним автофокусом і оптичною стабілізацією + 8 Мп, f/2.0 (телеоб'єктив) з 3x оптичним та 30x цифровим зумом + 48 Мп, f/2.2 (ультраширококутний) + 5 Мп, f/2.4 (кольоровий фільтр). Фронтальна камера отримала роздільність 16 Мп та діафрагму f/2.5 (ширококутний).
Також основна камера смартфонів вміє записувати відео у роздільній здатності 4K@60fps, а передня — у 1080p@30fps

### Екран
OnePlus 8 отримав екран Fluid AMOLED, 6.55", FullHD+ (2400 × 1080) зі щільністю пікселів 402 ppi, співвідношенням сторін 20:9, частотою оновлення екрану 90 Гц та круглим вирізом під камеру, що знаходиться зверху в лівому кутку.
OnePlus 8 Pro отримав екран Fluid AMOLED, 6.78", 2K (3160 × 1440) зі щільністю пікселів 513 ppi, співвідношенням сторін 19.8:9, частотою оновлення екрану 120 Гц та круглим вирізом під камеру, що знаходиться зверху в лівому кутку.
Також під дисплеї смартонів вбудований сканер відбитку пальця.

### Звук
Смартфони отримали стереодинаміки. Роль другого динаміка виконує розмовний.

### Пам'ять
Смартфони продавалися в комплектаціях 8/128 та 12/256 ГБ. OnePlus 8 отримав оперативну пам'ять типу LPDDR4X, а OnePlus 8 Pro — LPDDR5.

### Програмне забезпечення
Смартфони були випущені на OxygenOS 10 на базі Android 10. Були оновлені до OxygenOS 13 на базі Android 13.

## Суперечки
Було виявлено, що камера кольорового фільтра OnePlus 8 Pro може бачити крізь пластик, включаючи одяг, створюючи ефект рентгенівського випромінювання. Це відбувається тому, що датчику не вистачає ІЧ-фільтра. Пізніше OnePlus попросив вибачення за «створення проблем з конфіденційністю та заподіяння неполадок користувачам OnePlus та іншим користувачам мережі» і тимчасово відключив фільтр на китайських моделях із HydrogenOS. OTA оновлення OxygenOS 10.5.9 відключило фільтр у всьому світі. Однак пізніше OnePlus заявив, що це помилка, і згодом витягнув оновлення. З майбутнім оновлення фільтр повинен повернутись. Ця функція все була ще доступною після ввімкнення команди ADB.